# Campionato asiatico 2001 (hockey su pista)
Il Campionato asiatico di hockey su pista 2001 è stata l'ottava edizione della massima competizione asiatica per le rappresentative di hockey su pista maschili maggiori e fu organizzata dalla CARS. La competizione si svolse dal 1º al 5 ottobre 2001 a Taitung in Taiwan. 
La vittoria finale è andata alla nazionale della Corea del Nord che si è aggiudicata il torneo per la prima volta nella sua storia.

## Formula
Il campionato asiatico 2001 vide la partecipazione di sei nazionali asiatiche. La manifestazione fu organizzata tramite un girone all'italiana con gare di sola andata; erano assegnati due punti per l'incontro vinto, un punto a testa per l'incontro pareggiato e zero la sconfitta. Al termine del torneo la squadra prima classificata venne proclamata campione d'Asia.

## Squadre partecipanti
| Squadra        | Partecipazioni precedenti al torneo          |
| -------------- | -------------------------------------------- |
| Corea del Nord | 1 (1999)                                     |
| Corea del Sud  | 5 (1987, 1989, 1991, 1995, 1999)             |
| Giappone       | 7 (1985, 1987, 1989, 1991, 1995, 1997, 1999) |
| India          | 7 (1985, 1987, 1989, 1991, 1995, 1997, 1999) |
| Macao          | 6 (1987, 1989, 1991, 1995, 1997, 1999)       |
| Taipei cinese  | 5 (1987, 1989, 1991, 1995, 1999)             |

Nota bene: nella sezione "partecipazioni precedenti al torneo" le date in grassetto indicano la squadra che ha vinto quell'edizione del torneo

## Svolgimento del torneo

### Classifica finale
| Pos | Squadra        | Pt | G | V | N | P | GF | GS | DG |
| --- | -------------- | -- | - | - | - | - | -- | -- | -- |
| 1.  | Corea del Nord | ?  | ? | ? | ? | ? | ?  | ?  | ?  |
| 2.  | Macao          | ?  | ? | ? | ? | ? | ?  | ?  | ?  |
| 3.  | Giappone       | ?  | ? | ? | ? | ? | ?  | ?  | ?  |
| 4.  | India          | ?  | ? | ? | ? | ? | ?  | ?  | ?  |
| 5.  | Corea del Sud  | ?  | ? | ? | ? | ? | ?  | ?  | ?  |
| 6.  | Taipei cinese  | ?  | ? | ? | ? | ? | ?  | ?  | ?  |